# Ljussax

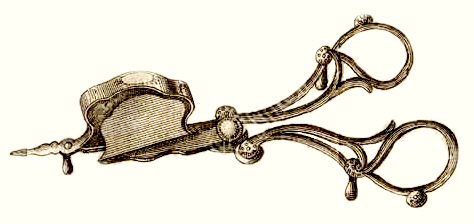
Ljussax avbildad år 1800.

Ljussax är ett redskap som förr användes för att snoppa den brinnande veken på levande ljus när veken blev för lång och började osa, vilket var fallet när talgljus användes. Den kunde även användas för att släcka ljuset.
Ljussaxen ser ut som en vanlig skänkelsax men har en behållare avsedd för den avklippta veken. Framför denna hade saxen ofta en spets för att räta upp veken med, när ljuset skulle putsas. Saxen vilade på tre små fötter och brukade ligga på en liten avlång bricka.
Numera finns inte det praktiska behovet av ljussaxar eftersom dessa användes innan den självförintande veken uppfanns.